# 4238 Audrey
A 4238 Audrey (ideiglenes jelöléssel 1980 GF) a Naprendszer kisbolygóövében található aszteroida. Antonín Mrkos fedezte fel 1980. április 13-án.
Nevét Audrey Hepburn (1929–1993) angol–holland származású színésznő után kapta.